# 圣舍尔 (洛特省)
圣舍尔（法語：Saint-Chels）是法国洛特省的一个市镇，属于菲雅克区（Figeac）卡雅克县（Cajarc）。该市镇总面积17.86平方公里，2009年时的人口为158人。

## 人口
圣舍尔人口变化图示